# Николсон, Билл
Уи́льям Э́двард (Билл) Ни́колсон (англ. William Edward «Bill» Nicholson; 26 января 1919 — 23 октября 2004) — английский футболист и тренер.

## Игровая карьера
Был восьмым ребёнком в семье. Окончил школу для мальчиков в Скарборо. Работал в прачечной в Йорке.
В 1936 году его школьный тренер рассказывает скауту «Тоттенхэма» о талантливом футболисте, и уже в феврале Николсон отправился на просмотр к «шпорам». Два года, с 1936 по 1938, он играет за команду юниоров.
Первый матч во взрослой команде «Тоттенхэма» Билл проводит 21 октября 1938 года против «Блэкберн Роверс». Он был неудачным: его команда проиграла, а Николсон получил тяжёлую травму, что, впрочем, не помешало ему на следующей неделе играть за резерв «Тоттенхэма».
С началом Второй мировой войны Николсон призван в армию. Он становится инструктором по физической подготовке одной из частей. После войны работает в штабе Королевских Вооружённых Сил в Италии.
После войны возвращается в «Тоттенхэм». К 1948 году окончательно входит в основной состав клуба. В 1949 и 1950 годах Николсон не играет лишь в четырёх матчах клуба. В 1951 году становится чемпионом Англии. В этом же году сыграл матч в сборной — против Португалии, забив мяч уже на 19-й секунде. Но больше за сборную он не играл. Закончил игровую карьеру в 1955 году.

## Тренерская карьера
После окончания карьеры игрока Николсон становится помощником главного тренера «Тоттенхэма». В 1958 согласился возглавить команду, находившуюся тогда на дне таблицы. И уже в первом матче команда победила «Эвертон» — 10:4.
Николсон начинает строить новую команду. «Тоттенхэм» покупает трёх новых игроков — Дэйва Маккея, Джона Уайта и Билла Брауна. В конце 1961 года за 99 999 фунтов у «Милана» куплен знаменитый Джимми Гривз.
Это принесло свои плоды. «Тоттенхэм» в сезоне 1960/61 играл прекрасно, сделав «золотой дубль» — выиграв чемпионат и Кубок Англии. В чемпионате «Тоттенхэм» победив в 31 матче из 42 и забив 115 мячей. По пути к Кубку «шпоры» победили сильные «Бернли» и «Астон Виллу», а в финале обыграли «Лестер Сити» — 2:0. В Кубке УЕФА «шпоры» дошли до полуфинала.
В сезоне 1961/62 «Тоттенхэм» играл уже не так удачно, заняв третье место в чемпионате. Но был выигран Кубок кубков. В финале «Тоттенхэм» победил 5:1 «Атлетико Мадрид».
Следующие пять лет прошли не очень удачно. Но в сезоне 1966/67 «шпоры» выиграли бронзовые медали чемпионата, а также Кубок и Суперкубок Англии. Но в Кубке Кубков «Тоттенхэм» был остановлен «Лионом» — 0:1, 4:3.
Снова наступило «болото» — 7-е, 6-е, 11-е места. Но в 1971 году случился новый всплеск — третье место в чемпионате и Кубок лиги, что дало клубу участвовать в розыгрыше Кубка УЕФА. И «Тоттенхэм» победил, пройдя «Кеблавик», «Нант», «Рапид», «УТ Арад», «Милан», и в финале победив «Вулверхэмптон» — 1:1, 2:1.
Последний трофей Билла Николсона — Кубок лиги 1973 года. 29 октября 1974 года Билл Николсон ушёл в отставку с поста главного тренера «Тоттенхэма». Вот как он это прокомментировал:

Я больше не хочу участвовать в игре, где футболисты не уважают тренеров, а болельщики режут друг друга ножами.
В 1978 году Николсон вернулся в «Тоттенхэм» и возглавил скаутскую службу клуба. В 1991 году он стал почётным президентом «шпор».
Билл Николсон умер 23 октября 2004 года после продолжительной болезни.

## Достижения
- Чемпион Англии — 1951, 1961
- Вице-чемпион Англии — 1952, 1963
- Обладатель Кубка Англии — 1961, 1962, 1967
- Обладатель Суперкубка Англии — 1961, 1962, 1963, 1967
- Обладатель Кубка кубков — 1963
- Обладатель Кубка УЕФА — 1972
- Обладатель Кубка лиги — 1971, 1973